# Follikulitis

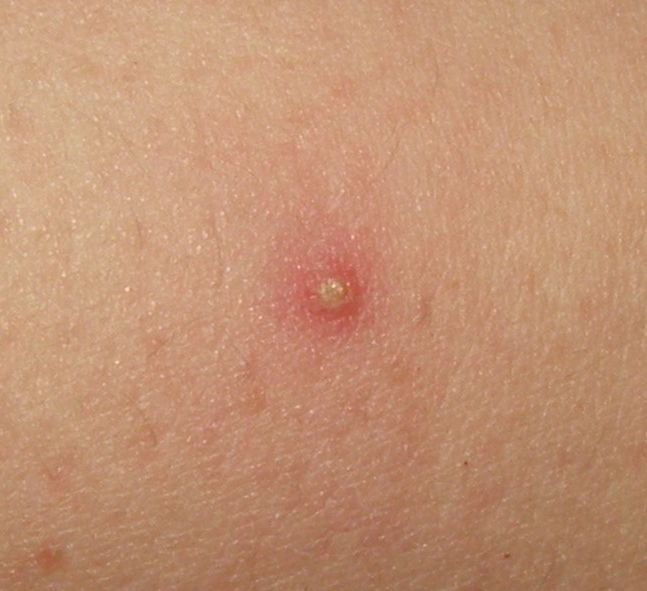
Folliculitis, einzelne Läsion

Bei der Follikulitis handelt es sich um eine Entzündung des oberen (äußeren) Anteils eines Haarbalgs (Folliculus pili), des Infundibulum. Meistens wird diese hervorgerufen durch das Bakterium Staphylococcus aureus.
Follikulitiden können an allen behaarten Körperstellen auftreten. Bevorzugte Stellen (Prädilektionsstellen) sind behaarte Kopfhaut, Brust- und Rumpfbereich. Besonders behaarte Männer sind in heißen Sommermonaten betroffen, wenn verstärktes Schwitzen das Bakterienwachstum zusätzlich fördert. Eine Follikulitis kann sehr schmerzhaft sein, die dabei entstandenen Papeln oder Pusteln heilen aber meistens folgenlos aus; der Haarbalg bleibt erhalten. Durch Verstopfung des Follikelausganges durch verquellendes Hornmaterial und besonders in Fällen verminderter Abwehrlage kann die Entzündung auf den gesamten Haarbalg übergreifen und damit zur Ausbildung eines Furunkels führen; ein Abszess entsteht durch die weitere Ausbreitung in das umliegende Gewebe. Beide müssen operativ saniert werden.

## Spezielle Formen
Die eosinophile pustulöse Follikulitis – syn.: Ofuji-Syndrom, Sterile eosinophile Pustulose – ist eine erstmals 1965 beschriebene, fast nur in Japan (bei jungen Männern) vorkommende Hauterkrankung mit Befall des Gesichts, des Rumpfes und der Extremitäten. Histologisch können eosinophile Infiltrate nachgewiesen werden. Es gibt eine besondere Ähnlichkeit zu Dermatosen im Rahmen einer AIDS-Erkrankung. Die Krankheitsursache ist unbekannt. Bei Hunden ähnelt die Eosinophile Gesichtsfollikulitis dieser Erkrankung.
Folliculitis barbae candidomycetica ist eine sehr seltene Candidainfektion, die auch zu einer Perifollikulitis führen kann. Als Infektion tieferer Hautschichten muss sie über mehrere Wochen systemisch mit Fluconazol oder Itraconazol behandelt werden, um eine vollständige Ausheilung (restitutio ad integrum) zu gewährleisten.
Folliculitis decalvans ist eine seltene, chronisch verlaufende Follikulitis des Kapillitiums, die zur Zerstörung der Haarbälge führt. Die Folge ist eine narbige Alopezie.
Die gramnegative Follikulitis ist eine chronisch-rezidivierende Form, verursacht durch die Verdrängung der normalen Bakterienflora der Haut mit gramnegativen Erregern wie Enterobacter, Klebsiella, Proteus, Escherichia coli oder Pseudomonas. Auslöser kann eine langfristige Antibiotikatherapie mit hauptsächlich grampositivem Wirkspektrum (z. B. Erythromycin topisch bei Acne vulgaris) sein.